# Sergiu Samarian
Sergiu Samarian (* 10. Juni 1923 in Chișineu-Criș, Rumänien; † 3. Juni 1991 in Heidelberg) war ein rumänischer Schachspieler, Schachschriftsteller und Bundestrainer des Deutschen Schachbundes.

## Leben
Samarian wuchs in Rumänien auf, erreichte dort Meisterstärke im Schachspiel und wurde Schachtrainer. 1966 fiel er politisch in Ungnade und wurde so bis 1968 an der Ausübung seines Berufes gehindert. Als er 1976 erneut Probleme mit dem Regime bekam, emigrierte er in die Bundesrepublik Deutschland. Hier arbeitete er als Trainer und Journalist bis an sein Lebensende. 1991 starb er nach langer Krankheit.

## Turnierschachspieler
Samarian nahm mehrmals an rumänischen Meisterschaften teil. Nach seiner Übersiedlung nach Deutschland wurde er Mitglied des Schachklubs Frankenthal. Hier spielte er in der Bundesliga Südwest, später in der 2. Bundesliga. Vor Einführung der Elo-Zahlen betrug seine beste historische Elo-Zahl 2415. Diese erreichte er im Februar 1953.

## Fernschachspieler
Mitte der 1950er-Jahre begann Samarian erfolgreich Fernpartien auszutragen. Er qualifizierte sich fünfmal für das Halbfinale der Fernschach-Weltmeisterschaft. Ab 1988 nahm er an der 3. Europa-Mannschaftsmeisterschaft teil. Für diese Erfolge erhielt er den Titel Internationaler Fernschachmeister.

## Schachtrainer

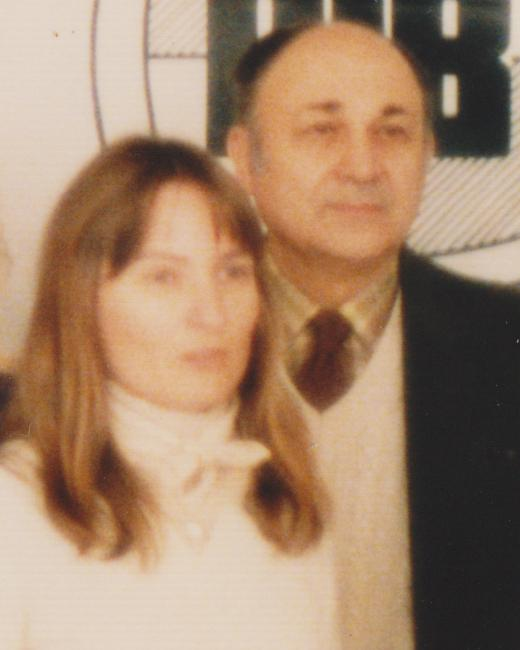
Stepanka Vokralova und Sergiu Samarian beim Zonenturnier der Frauen 1985 in Bad Lauterberg

Nach seiner Ausbildung zum Schachtrainer 1952 arbeitete Samarian als Clubtrainer in Rumänien. 1965 wurde er Staatstrainer der rumänischen Schachföderation. Davon wurde er aus politischen Gründen von 1966 bis 1968 beurlaubt, dann nahm er diese Tätigkeit wieder auf. Unter seiner Führung errang Rumänien einige Erfolge, so qualifizierte sich die Nationalmannschaft für die Endrunde der Mannschaftseuropameisterschaft 1965 in Hamburg, während die Damenmannschaft bei den Schacholympiaden 1966, 1972 und 1974 jeweils den zweiten Platz hinter der Sowjetunion erreichte.
Nach seiner Übersiedlung nach Deutschland wurde er zehn Jahre lang Bundestrainer des Deutschen Schachbundes. Hier war sein größter Erfolg die Bronzemedaille der deutschen Damen bei der Schacholympiade 1978 in Buenos Aires. Sein Nachfolger als Bundestrainer wurde 1989 Klaus Darga.

## Schachjournalist
In seiner rumänischen Zeit arbeitete Samarian zehn Jahre lang als Redakteur der Schachzeitschrift Revista de Șah. Außerdem übersetzte er fremdsprachige Schachbücher, wobei ihm seine guten Sprachkenntnisse in Russisch, Französisch, Englisch, Spanisch und Deutsch zugutekamen.
Auch später in Deutschland schrieb er einige Schachbücher, wie zum Beispiel Das systematische Schachtraining („Das offizielle Lehrbuch des Deutschen Schachbundes“) oder Schnelle Schachsiege. Das meisterliche Gambitspiel.